# 17. Sinfonie (Mjaskowski)
Die Sinfonie in gis-Moll op. 41 ist die 17. Sinfonie des Komponisten Nikolai Jakowlewitsch Mjaskowski.

## Entstehungsgeschichte
Die Arbeiten an der 17. Sinfonie begann Mjaskowski im Oktober 1936, also dem Monat der Uraufführung der 16. Sinfonie. Auch bei diesem Werk gestaltete sich die Themensuche schwierig und zog sich über mehrere Monate hin. Zeitgleich arbeitete er auch an Liedern über Texte des iranischen Dichters A. Lohutij. Der Entwurf der Sinfonie war im Februar 1937 fertig, im Juni nahm er die Instrumentierung vor. Im Dezember fand die Uraufführung statt, also nach der Uraufführung der 18. Sinfonie.

## Analyse
Mit der 17. Sinfonie setzt Mjaskowski seine neue Tonsprache konsequent fort. Das Werk ist auf der einen Seite geprägt von starken Kontrasten der einzelnen Sätze, auf der anderen Seite spannt die Lyrik einen großen Bogen über das gesamte Stück, das zu den längsten Sinfonien des Komponisten zählt. Die Stimmung ist wie schon bei den vorangegangenen Sinfonien optimistisch und klar.
Der erste Satz beginnt mit einer langsamen Einleitung, danach folgt die Sonatenform im Allegro mit einem melancholischen ersten Thema in gis-Moll. Das Thema der Einleitung wird hier im schnellen Teil weiter verarbeitet und zieht sich auch im Folgenden durch die ganze Sinfonie. Der zweite Satz ist der langsame Satz und steht in E-Dur. Der Einsatz von A-Klarinetten und Harfe verleihen dem Satz einen friedlichen Charakter, der sich nach und nach steigert, bis er im forte gipfelt und das Thema in den Blechbläsern erklingt. Das Einleitungsthema taucht auch in diesem Satz in den Solobratschen auf. Das kurze Scherzo steht in c-Moll und hat einen sehr russischen Charakter. Im Mittelteil spielen die Trompeten und Hörner das Einleitungsthema in stark abgewandelter Form. Das schwungvolle Finale im alla-breve-Takt steht in As-Dur (enharmonisch für Gis-Dur). In einer Passage ist ein laut Mjaskowski „etwas gehemmter Marsch“ zu hören, der „scheint, als suche er einen Rückweg zu der unruhigen Stimmung des ersten Satzes.“ Das Hauptmotiv der Sinfonie setzt sich letztendlich durch und erklingt „zum Abschluß der Sinfonie als Ruf des Sieges und des Triumphes.“

## Rezeption und Kritik
Die Sinfonie konnte nicht an den Erfolg der 16. anknüpfen, trotzdem wurde sie überwiegend positiv bewertet. Heinrich Neuhaus schrieb über das Werk:

„Diese Sinfonie ist in ihrer Meisterschaft geradezu vollkommen. Nie zuvor hat Mjaskowski eine solche Klarheit und Schlichtheit (Überwindung des Komplizierten) im Orchestersatz erreicht; in einigen Sätzen wirkt das ungemein diffizile kontrapunktisch verflochtene Gewebe wie eine mannigfaltig geformte Landschaft, die von einem hohen Berge aus betrachtet wird – die interessanten Einzelheiten mit all ihrem Reichtum und ihrer Schönheit fügen sich zu einem untrennbaren harmonischen Ganzen.“

Das Werk wurde nur wenige Male aufgeführt und stand genau wie die 18., 19. und 20. lange im Schatten der 16. Sinfonie, trotz der Bitte Neuhaus’, diesem Werk als Hörer im Konzertsaal häufiger begegnen zu können.